# NGC 1726
NGC 1726 este o galaxie lenticulară situată în constelația Eridanul. A fost descoperită în 8 ianuarie 1831 de către John Herschel. Se află la o distanță de 54,5 de megaparseci de Pământ.